# Papilio xuthus
Papilio xuthus – gatunek motyla z rodziny paziowatych.
Motyl ten osiąga rozpiętość skrzydeł od 45 do 55 mm. Ich ubarwienie jest żółte z czarnym wzorem, a na tylnej parze występują też irydyzujące łuski w kolorze niebieskim i pomarańczowym.
Występuje w Japonii, Chinach, na Dalekim Wschodzie Rosji, Tajwanie, Półwyspie Koreańskim, Filipinach i Guam, a w 1971 został introdukowany na Hawajach. 
Gąsienice żerują na cytrusach, ewodiach, żółtodrzewach, poncyrii trójlistkowej i korkowcu amurskim. W Japonii motyl ten wydaje 4 pokolenia w roku i wykazuje dymorfizm sezonowy. Gąsienice żerujące w okresie długich dni wytwarzają poczwarki nie przechodzące diapauzy, które opuszczają duże motyle formy letniej. Przy krótszych dniach larwy konsumują mniej pokarmu i przekształcają się przechodzące diapauzę poczwarki, które opuszczają mniejsze motyle formy wiosennej.
W Japonii i Chinach gatunek ten bywa notowany jako szkodnik plantacji cytrusowych.